# El hombre bicentenario (película)
El hombre bicentenario (título original en inglés Bicentennial Man) es una película de 1999 de ciencia ficción estadounidense con un reparto encabezado por Robin Williams, Sam Neill y Embeth Davidtz. Está basada en el cuento homónimo de Isaac Asimov y en la novela basada en el mismo El hombre bicentenario de Asimov y Robert Silverberg.
La trama explora cuestiones de la humanidad, la esclavitud, la conciencia, los prejuicios, la madurez, la libertad intelectual, la conformidad, el sexo, el amor y la muerte.

## Argumento
El robot de la serie NDR "Andrew" se introduce en 2005 en la casa de la familia Martin para realizar tareas de limpieza y mantenimiento, y se presenta mostrando una presentación de las Tres leyes de la robótica. Grace, la hija mayor, desprecia a Andrew, pero su hermana menor Amanda simpatiza con él, y Andrew descubre que siente emociones y se siente atraído por pasar más tiempo con su "Pequeña Señorita". Accidentalmente rompe una de sus figuras de vidrio y es capaz de tallar una nueva en madera, lo que sorprende a Richard, su padre. Richard lleva a Andrew a NorthAm Robotics para preguntarle si la creatividad de Andrew era parte de su programación. El CEO de NorthAm, Dennis Mansky, afirma que esto es un problema y se ofrece a deshacerse de Andrew, pero en su lugar, Richard lleva a Andrew a casa y lo anima a continuar con su creatividad y explorar otras humanidades. Andrew se convierte en relojero y gana una considerable fortuna administrada por Richard después de descubrir que los robots no tienen derechos según las leyes actuales.
El tiempo pasa y Richard anima a Dennis a que le dé a Andrew la capacidad de presentar expresiones faciales que coincidan con sus emociones. Aproximadamente dos décadas después de haber despertado, Andrew le presenta a Richard todo el dinero que ha ganado para pedir su libertad. Richard se niega a aceptarlo, pero le otorga a Andrew su independencia, con la condición de que ya no pueda residir en la casa de Martin. Andrew construye su propia casa junto a la playa. En 2048, Richard está en su lecho de muerte y se disculpa con Andrew por haberlo desterrado antes de morir.
Después de la muerte de Richard, Andrew emprende una búsqueda para encontrar otros robots NDR que sean como él, comunicándose frecuentemente con Amanda, quien desde entonces se ha casado y divorciado, y tiene un hijo Lloyd y su nieta Portia. Veinte años después de la búsqueda de Andrew, descubre Galatea, un robot NDR que ha sido modificado con personalidad y rasgos femeninos. Andrew se interesa en cómo Galatea fue modificado por Rupert Burns, el hijo del diseñador original de NDR, y descubre que tiene varias ideas potenciales para ayudar a que los robots parezcan más humanos. Andrew acepta financiar el trabajo de Rupert y ser un sujeto de prueba, y pronto se le da una apariencia humana. Veinte años después, Andrew finalmente regresa a la casa de los Martin y descubre que Amanda ha envejecido, mientras que Portia se parece mucho a su abuela a su edad. Portia es inicialmente cautelosa con Andrew.
Amanda finalmente muere, lo que hace que Andrew se dé cuenta de que todos los que ama también fallecerán. Le presenta ideas a Rupert para crear órganos artificiales que no solo se pueden usar en humanos para prolongar sus vidas, sino también para reemplazar el funcionamiento mecánico de Andrew. Andrew adquiere la capacidad de comer, sentir emociones y sensaciones e incluso tener relaciones sexuales, lo que hace que Portia y él se enamoren. Andrew solicita al Congreso Mundial que lo reconozca como humano y le permita casarse con Portia, pero el cuerpo expresa preocupación de que un humano inmortal cause celos en los demás. Andrew regresa a Rupert para una última operación: cambiar los fluidos artificiales que impulsan su cuerpo en un equivalente sanguíneo. Rupert le advierte que la sangre no durará para siempre, lo que hará que su cuerpo envejezca, y Andrew morirá en varias décadas más.
Décadas más tarde, en 2205, Andrew se acerca nuevamente al Congreso Mundial para apelar su decisión pasada, queriendo poder morir con dignidad. Más tarde, con el cuerpo de Andrew deteriorándose, él y Portia están bajo soporte vital monitoreado por Galatea, ahora con apariencia humana. Se toman de la mano y observan el Congreso Mundial mientras reconocen a Andrew como un ser humano, el más viejo del mundo con 200 años, y otorgan todos los derechos confirmados por eso, incluida la validación de su matrimonio con Portia. Andrew muere durante la transmisión, lo que es confirmado por Galatea. Portia afirma que Andrew ya sabía la respuesta sobre si él era humano y luego, después de ordenarle a Galatea que apague su soporte vital, pronto muere, de la mano de Andrew mientras le susurra "Hasta pronto".

## Reparto
- Robin Williams como Andrew Martin.
- Embeth Davidtz como Damita Amanda Martin/Portia Charney.
- Sam Neill como 'Señor' Richard Martin.
- Oliver Platt como Rupert Burns.
- Kiersten Warren como Galatea/Enfermera (al final de la película).
- Wendy Crewson como 'Señora' Rachel Martin.
- Hallie Kate Eisenberg como 'Damita' Amanda Martin (niña).
- Lindze Letherman como 'Señorita' Grace Martin (niña).
- Angela Landis como 'Señorita' Grace Martin.
- John Michael Higgins como Bill Feingold, Abogado de Martin.
- Bradley Whitford como Lloyd Charney.
- Igor Hiller como Lloyd Charney a la edad de 10 años.
- Joe Bellan como Hombre de entregas.
- Brett Wagner como Hombre de entregas.
- Stephen Root como Dennis Mansky, Presidente de Northam Robotics.
- Lynne Thigpen como Ms. Majorie Bota, la segunda vocal del Congreso Mundial.

## Curiosidades
- Mientras Andrew buscaba otros NDR-114 en Nueva York se puede ver al fondo las Torres Gemelas del World Trade Center solo que más altas y conectadas por 2 puentes
- Las tomas de exteriores de las oficinas de NorthAm Robotics fueron realizadas en el principal campus de Oracle, ubicados en Redwood Shores, California. La oficina del principal ejecutivo de NorthAm Robotics, Dennis Mansky, es efectivamente la del CEO de Oracle, Larry Ellison. El coche que conduce la señora Martin es el mismo que conduce Sandra Bullock en Demolition man aunque en este caso no es un coche de policía, es el mismo

## Producción
Walt Disney Studios estaba preocupado por el costo de la película, estimado en más de $ 100 millones, y aunque la preproducción estaba en marcha y los decorados ya se estaban construyendo, desconectaron y detuvieron la producción. El presidente de Disney, Joe Roth, llegó a un acuerdo con el presidente de Sony Pictures Entertainment, John Calley, para cofinanciar la película y acordó dividir las responsabilidades de distribución de la película entre Touchstone Pictures en Norteamérica y Columbia Pictures a nivel internacional.
Williams confirmó en una entrevista de Las Vegas Sun que su personaje no fue interpretado por un doble de cuerpo y que en realidad había usado el disfraz de robot.
Se rodaron varias escenas dentro del Ayuntamiento de San Francisco, incluida la escena del baile. La ciudad cobró a Disney de $ 5000 a $ 20000 por día, dependiendo del lugar particular utilizado para la filmación. El calor de dos focos de 10,000 vatios activó el sistema de rociadores contra incendios y provocó inundaciones que causaron daños por agua. Las renovaciones se habían completado recientemente después de un incidente de inundación anterior. La filmación solo se interrumpió durante unas horas, pero el daño causado por el agua a los techos, alfombras y piedra caliza fue significativo.

## Recepción
En Rotten Tomatoes, la película tiene una calificación de aprobación del 36% según 97 reseñas, con una calificación promedio de 4.78 / 10. El consenso crítico del sitio web dice: "Bicentennial Man está arruinado por un mal guion y termina siendo aburrido y sensiblero". En Metacritic tiene un puntaje promedio ponderado de 42 sobre 100, basado en reseñas de 31 críticos, lo que indica "reseñas mixtas o promedio". Las audiencias encuestadas por CinemaScore le dieron a la película una calificación promedio de "A–" en una escala de A + a F.
Roger Ebert le dio dos de cuatro estrellas: "Bicentennial Man comienza con una promesa, avanza a trompicones y finalmente se hunde en un zumbido de sentimiento de tarjeta de felicitación. Robin Williams pasa la primera mitad de la película envuelto en un traje de robot metálico, y cuando emerge, el guion se vuelve robótico. Qué decepción."  William Arnold del Seattle Post-Intelligencer dijo: "[La película] se convierte en una fantasía romántica sombría, sentimental y bastante profunda que es más fiel al espíritu de la Edad de Oro de la escritura de ciencia ficción que posiblemente cualquier otra película de los 90 ".[cita requerida] Todd McCarthy de Variety lo resumió como "una historia ambiciosa manejada de una manera entretenida y sentimental".

## Reconocimientos
- Premios de la Academia - Mejor maquillaje (perdido ante Topsy-Turvy)
- Premio Blockbuster Entertainment Award - Actor favorito - Comedia (Robin Williams) (perdió ante Adam Sandler en Big Daddy)[7]
- Premio Blockbuster Entertainment Award - Actriz favorita - Comedia (Embeth Davidtz) (perdió ante Drew Barrymore en Never Been Kissed)
- Premio del Gremio de Estilistas y Maquilladores de Hollywood - Mejor Maquillaje de Personajes - Característica (perdido ante Sleepy Hollow)
- Nickelodeon Kids 'Choice Awards - Actor de película favorito (Robin Williams) (perdió ante Adam Sandler en Big Daddy)
- Premio Razzie - Peor actor (Robin Williams) (perdió ante Adam Sandler en Big Daddy)
- Premio Seiun - Mejor presentación dramática (perdió ante Kōkidō Gensō Gunparade March)
- Premio YoungStar - Mejor actriz o interpretación joven en una comedia cinematográfica (Hallie Kate Eisenberg) (perdió ante Natalie Portman en Where the Heart Is)